# Diario de un viaje inesperado
Diario de un viaje inesperado es una película de carretera de comedia dramática romántica mexicana de 2023 dirigida por Paco Álvarez (en su debut como director) y escrita por Álvarez y Antonella Samaniego. Está protagonizada por Getsemaní Vela, Xabiani Ponce de León, Kevin Holt, Carlos Corona, Moisés Arizmendi, Martha Claudia Moreno y Barbie Casillas. Se estrenó el 20 de abril de 2023 en cines mexicanos.

## Sinopsis
Michelle, una joven superficial y adinerada, recibe como herencia de su padre un diario donde le dice que debe realizar un viaje a Chiapas para poder acceder a todos sus bienes. A pesar de estar en contra, se ve obligada a viajar en compañía de un músico al que confunde con el abogado que debe dar fe del viaje.

## Elenco
Los actores que participan en esta película son:
- Getsemaní Vela como Michelle
- Xabiani Ponce de León como Alfonso
- Kevin Holt como Roberto
- Carlos Corona como Benito
- Moisés Arizmendi como Filiberto
- Marta Claudia Moreno como Eugenia
- Barbie Casillas como Lorenita
- Ricardo Ortega como Martín
- María Magdalena Palma Gómez como Doña Cruz
- Chucho Rivas como taxista